# Nochiya
La tribu Nochiya', o Nochiyaye (kurdo: Nêwçiyaî; siríaco: ܢܘܟ̰ܝ̣ܝܐ) es una tribu cristiana asiria establecida en el distrito de Şemdinli, en la provincia de Hakkâri, Turquía, y sus alrededores. Son conocidos como los "Guardianes de la Iglesia Nestoriana", y también como «Millet D'Matran» (tribu metropolitana). Se calcula que cuenta con 20.000 integrantes en todo el mundo.
- Datos: Q9050483